# Jaupaci
Jaupaci este un oraș în Goiás (GO), Brazilia.